# Annalisa Aglioti
Annalisa Aglioti (Bari, ...) è un'attrice, comica e danzatrice italiana, attiva in teatro, cinema e televisione.

## Biografia
Nipote di Antonello Aglioti, pittore, regista e scenografo, nasce a Bari. Laureata in Storia dell'Arte presso l'Università La Sapienza di Roma presso la cattedra di Iconografia e Iconologia con una tesi su Le ombre nella pittura tra storia e teoria (110 e lode), inizia il suo percorso artistico con la danza, in particolare con il teatro danza di tradizione tedesca.
Nel 1994, dopo avere studiato presso il Teatro Kismet, con la maestra Lucrezia Zazzera, e presso la Fondazione Piccini, a Bari, dopo quattro giorni di audizione, è ammessa alla Fokwang Hochschule di Essen, diretta da Pina Bausch, dove studia danza contemporanea, teatro danza, danza classica, flamenco e composizione coreografica con Jean Cebron, Dominique Mercy e Malou Airaudo.
A Roma consegue l'attestato del corso di perfezionamento in coreografia con Carolyn Carlson, Simona Bucci, Susanne Linke, Giorgio Rossi e Michele Abbondanza, studia inoltre danza classica con Anthony Basile ed Helen Diolot e danza contemporanea con Sascha Ramos, Fabio Ciccalè e Jordi Molina.
Debutta come attrice e autrice nel 2006 con il suo monologo Tg dell'inconscio, e nel 2007 inizia la sua carriera come comica televisiva nel programma Seven Show dell'emittente televisiva Europa 7. Decide quindi di iscriversi alla scuola di recitazione di Beatrice Bracco, che segue per due semestri e diversi seminari intensivi, diventandone poi insegnante di movimento per gli attori. Sempre nel 2006, scrive e dirige la sua prima commedia, Amiche, e cura la regia di movimento dello spettacolo teatrale Sole nero di Giulio Stasi.
Come attrice teatrale ha lavorato con diversi registi di teatro contemporaneo, tra i quali Claudio Collovà, Piero Maccarinelli, Cesare Ronconi presso il Teatro della Valdoca e Pascal la Delfa. Con lo spettacolo di quest'ultimo Roma singolare femminile è candidata al premio Vincenzo Cerami per la miglior interpretazione femminile.  Inoltre ha lavorato con registi di testi brillanti come Marco Falaguasta, Marco Simeoli e Massimiliano Bruno. Ha partecipato ai cortometraggi Va tutto bene per la regia di Fulvio Molena, finalista al premio Nastro d'argento dei David di Donatello del 2007, e La scala mobile, per la regia di Andrea Marrari scritto da Claudio Pinna su un soggetto di Salvatore Marino, Anatomia di un amore diretto da Manuela Tempesta ed Elisabetta Pellini.
Attrice dal repertorio comico, affina le sue naturali qualità comiche e crea i suoi diversi personaggi partecipando al laboratorio Zelig di Roma, al laboratorio di comicità al femminile diretto da Giulia Ricciardi e soprattutto frequentando il laboratorio Makkekomiko diretto da Alessandro Mancini. In seguito ha partecipato a vari spettacoli teatrali, radiofonici e televisivi, in particolare nel cast fisso di Bambine Cattive di Sky Italia, Zelig Off (2010 e 2011) di Canale 5 e Colorado (2012 e 2013) di Italia 1. Inoltre è stata ospite più volte della trasmissione Ottovolante di Rai Radio 2, recitando la parte comica della "Moglie Modello", con il quale ha vinto diversi riconoscimenti. Lo stesso personaggio, nella sua versione "ecologica" paladina dell'ambiente e del pianeta, è stata ospite fissa della trasmissione Lo stato interessante dell'emittente Ecoradio. Un monologo della "Moglie Modello" è stato inserito anche nella Agenda Scolastica Comix dell'anno 2011.
Ha debuttato al cinema nel 2014 con la commedia Confusi e felici diretta da Massimiliano Bruno e il film indipendente Vittoria, festina lente di Lucilla Colonna. Nel 2015 è tra i protagonisti del film Basta poco diretto da Andrea Muzzi e Riccardo Paoletti.
Nel 2016 è tra i protagonisti della serie tv Immaturi per la regia di Rolando Ravello mentre l'anno successivo è attrice e coreografa per il Sogno di una notte di mezza estate per la regia di Massimiliano Bruno in tour per due anni nei teatri più prestigiosi del panorama nazionale. Per tutta la stagione 2017/2018 è ospite comica ricorrente del programma La vita in diretta all'interno del Caffè delle donne di Francesca Fialdini.
È stata insegnante di movimento della scuola Beatrice Bracco, di Fabrica artistica (scuola di recitazione di Rolando Ravello), dell'Acting Academy di Claudia Gerini ed è assistente e trainer dei laboratori intensivi residenziali di Massimiliano Bruno.
Nel 2013 pubblica il libro Enciclopedia della moglie modello, edito come ebook da Vanda Epublishing di Vicki Satlow e in cartaceo da Edizioni Anteprima e considerato da Panorama libri al primo posto tra i libri necessari per "sopravvivere" in coppia.

## Teatro
Tra gli altri lavori a cui Annalisa Aglioti ha partecipato come danzatrice o attrice, principalmente a Roma, Berlino e Wuppertal, figurano:
- 2023 "Paura" di e con Annalisa Aglioti, regia Michela Andreozzi
- 2017/2018 - Sogno di una notte di mezza estate, regia di Massimiliano Bruno.
- 2016 - Milf, mostra il lato femminile di Giulia Ricciardi.
- 2015 - Tania e Clara, regia di Massimiliano Bruno.
- 2015 - Tre ex in affitto di Claudio Gnomus (coprotagonista e collaboratrice ai testi)
- 2014 - Chi è senza peccato, fa una vitaccia Di A. Mancini, G. Irti e A. Aglioti, per la regia di Pascal la Delfa
- 2013 - Come Houdinì scritto da Claudio Fois ed Alessandro Mancini, per la regia di Marco Simeoli
- 2013 - Orgasmo, pulp o fiction? di Alessandra Flamini, per la regia di Pietro Sparacino
- 2012 - Punto e a capo per la regia di Marco Falaguasta
- 2012 - Una moglie modello quasi santa di Annalisa Aglioti, Alessandro Mancini, Antonio Mazzara
- 2011 - È facile smettere di sposarti se sai come fare per la regia di Marco Falaguasta
- 2011 - A qualcuno piace caldo conferenza-spettacolo sul surriscaldamento del pianeta a cura del prof. Stefano Caserini (Politecnico di Milano)
- 2011 - Roma, singolare femminile per la regia di Pascal La Delfa (nomination come migliore attrice e miglior giocane attrice al premio Agis, Vincenzo Cerami)
- 2010 - Nell'occhio, nell'orecchio, nei muscoli tesi per la regia di Cesare Ronconi
- 2010 - Bambine cattive per la regia di Giulia Ricciardi
- 2009-2010-2011 - Passpartù di Massimiliano Bruno (tre edizioni)
- 2008 - Sacrificale, vuoto per la regia di Cesare Ronconi
- 2006 - Attrazione elementare, coreografia di Evelin Stadler
- 2004 - In pectore e Nek, coreografia di Fabio Ciccalè
- 2003 - Echo, coreografia di Alessandra Luberti e regia di Claudio Collovà
- 2001 - Gran ballo, coreografia di Montalvo-Herviau; Avverse reazione per la regia di Fabio Ciccalè
- 2000 - Microonde, coreografia di Annalisa Aglioti; Enzimi (progetto selezionato da Roma Europa Festival)
- 2000 - Ring, coreografia di Felix Ruckert
- 1999-2000 - Odido, coreografia di Pina Bausch
- 1997 - Eurofunnel, coreografia di Chiara Girolomini
- 1995 - Maria Gombitza, coreografia di Felix Ruckert; Ausencia, coreografia di Yasna Vinovrsy
- 1994 - La cucina, coreografia di Felix Ruckert
- 1993 - Tyrannosaurus Rex, coreografia di Felix Ruckert

## Televisione
- 2018 - La vita in diretta, ospite comico ricorrente per tutta la stagione del caffè delle donne di Francesca Fialdini, canale televisivo Rai 1.
- 2018 - Immaturi - La serie di Paolo Genovese, Giovanna Guidoni, Paola Mammini, regia di Rolando Ravello, canale televisivo Canale 5.
- 2015 - Tutti insieme all'improvviso regia di Francesco Pavolini, canale televisivo Canale 5.
- 2012 - 2013 - Colorado, canale televisivo Italia Uno[4]
- 2010 - 2011 - Zelig Off, canale televisivo Canale 5
- 2010 - Bambine Cattive, canale televisivo Comedy Central
- 2007 - Seven Show, canale televisivo Europa 7

## Cinema
- 2015 - Basta poco, film, regia di Andrea Muzzi e Riccardo Paoletti
- 2015 - Anatomia di un amore, regia di Manuela Tempesta ed Elisabetta Pellini.
- 2014 - Confusi e felici, film, regia di Massimiliano Bruno
- 2012 - La scala mobile, cortometraggio, regia di Andrea Marrari e scritto da Claudio Pinna su un soggetto di Salvatore Marino
- 2007 - Va tutto bene, cortometraggio regia di Fulvio Molena
- 2004 - Uska, videoclip, regia di Davide Marengo

## Premi e riconoscimenti
- 2014 - Premio "Cactus d'oro" per il miglior bacio comico di Colorado Cafè (Italia 1)[5]
- 2014 - Nomination come miglior giovane attrice e miglior attrice non protagonista al premio Agis Vincenzo Cerami per lo spettacolo Roma singolare femminile regia di Pascal La Delfa[6]
- 2013 - Premio "Notte di note" alle eccellenze pugliesi per la categoria cabaret, presidente di giuria Michele Mirabella[7]
- 2006 - Secondo premio del concorso per corti teatrali comici "Alberto Sordi" a Roma con il suo monologo Tg dell'inconscio[8]
- 2010 - Premio "Ridens" al Festival "Riso fa buon sangue" di Rovigo come miglior attrice comica e miglior testo[9]
- 2010 - Premio della critica al Festival nazionale del cabaret in rosa di Torino (IX edizione)[10]